# Reika
Reika (jap. れいか, レイカ) – żeńskie imię japońskie.

## Możliwa pisownia
Reika można zapisać używając wielu różnych znaków kanji:
- 麗香
- 玲香
- 令佳

## Znane osoby
- Reika Hashimoto (麗香), japońska aktorka i modelka
- Reika Kakiiwa (令佳), japońska badmintonistka
- Reika Okina, japońska piosenkarka

## Fikcyjne postacie
- Reika Mishima (玲香), bohaterka anime RahXephon
- Reika Hōjō, bohaterka anime Goshūshō-sama Ninomiya-kun